# باودر بلو

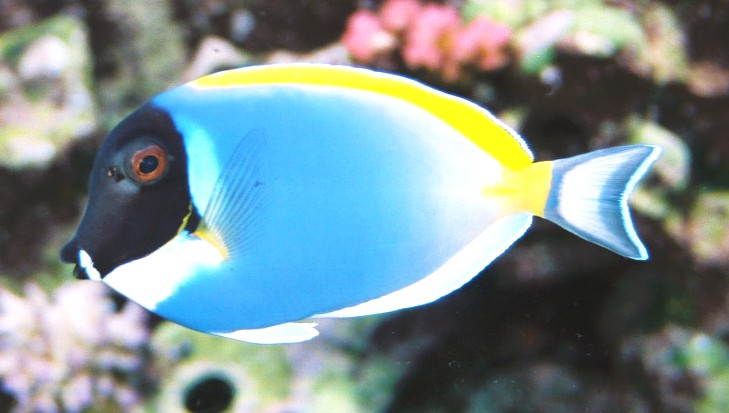

باودر بلو (باللاتينية: Acanthurus leucosternon)، (بالإنجليزية: Powder Blue Tang) هي من أجمل أسماك التانج من حيث الألوان، موطنها الأساسي المحيط الهندي. تعتبر السمكة شرسة جدا تجاه الأسماك من نفس فصيلتها. كما أنها كبيرة الحجم نسبيا حيث يصل طولها إلى 17 سم. تسير في مجموعات ولا تتعارك مع بعضها وذلك لوفرة الغذاء وأيضا وفرة أماكن الاختباء حيث أنه من الضروري أن تختبئ في مكان خاص لها يكون بمثابة منطقة نفوذها.